# Francesco Paolo Como
Francesco Paolo Como (Taranto, 1888 – Roma, 1973) è stato un pittore e scultore italiano, autore del monumento ai caduti di Taranto, un imponente complesso scultoreo-architettonico da lui concepito e realizzato. Sua opera di particolare pregio fu anche il busto del principe Giorgio di Baviera.
Inviso alle locali gerarchie del regime fascista (non si iscrisse mai al partito) e noto per il suo impegno repubblicano, non fu neanche invitato alla cerimonia di inaugurazione della sua principale opera. Nonostante l'opposizione del regime, fece molto per l'attività culturale di Taranto e riuscì a portare in città la mostra itinerante di George Grosz, pittore di origini ebraiche praticamente bandito in Italia dal fascismo. 
Uomo di vasti interessi e poliedrico talento, cultore del misticismo Indiano, si interessè alla filosofia di Krishnamurti e fu ammiratore di Gandhi, apprese da autodidatta a leggere il sanscrito. 
Negli anni '40 fu amico tra gli altri del poeta armeno Hrand Nazariantz. Il suo studio, pieno di libri di ogni genere, era una sorta di biblioteca aperta a tutti, frequentata soprattutto da giovani apprendisti, ai quali dava lezioni d'arte e cultura, intrattenendo conversazioni su disparati campi del sapere.  
Era lo zio di Rossella Como, nota attrice caratterista italiana e di Anna Como, pittrice. 